# Phasia dysderci
Phasia dysderci är en tvåvingeart som först beskrevs av Townsend 1940.  Phasia dysderci ingår i släktet Phasia och familjen parasitflugor. Inga underarter finns listade i Catalogue of Life.